# Theodor Gessel

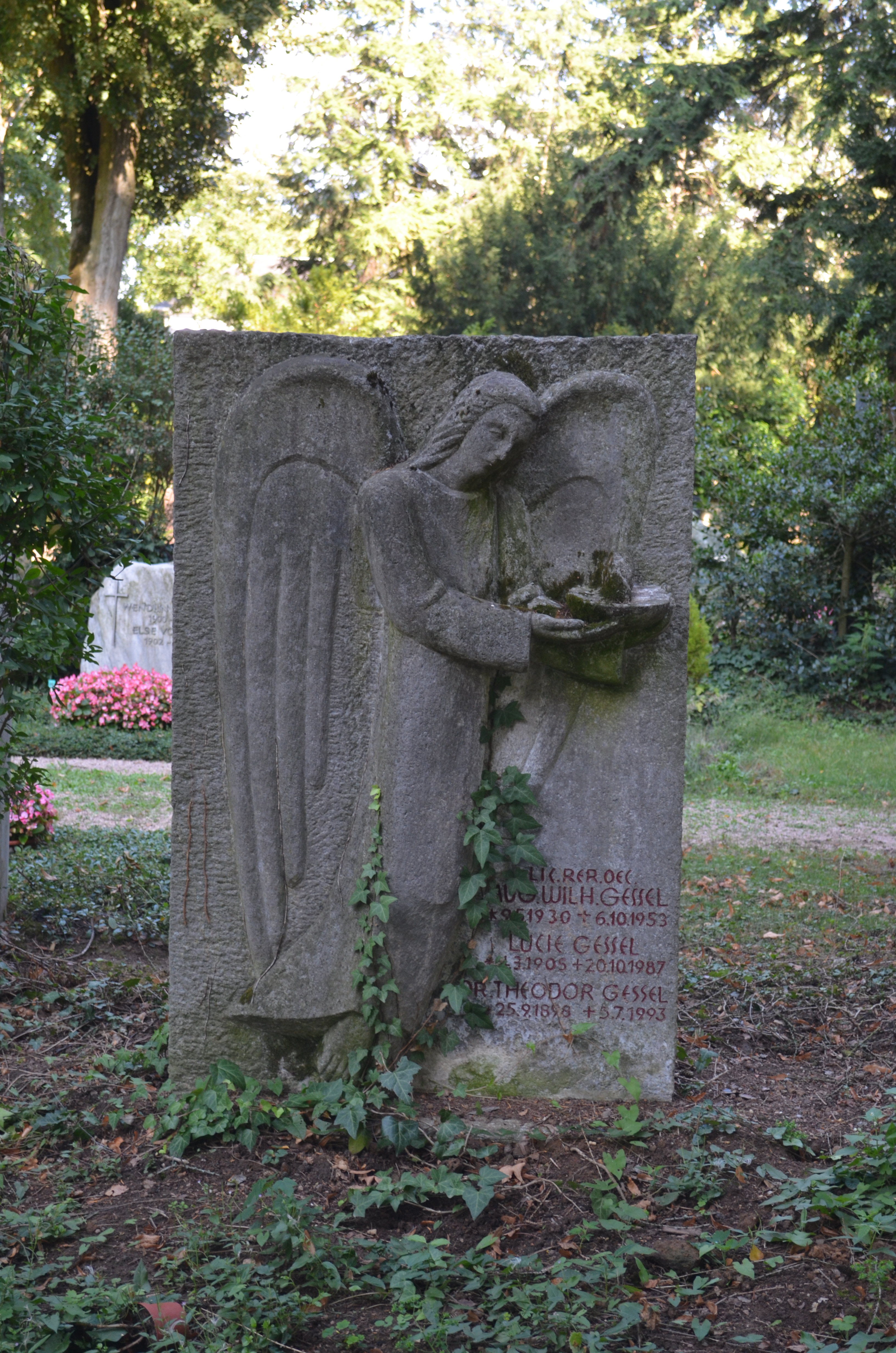
Grab von Theodor Gessel auf dem
Friedhof Bockenheim in Frankfurt am Main

Theodor Johann Gessel (* 25. September 1898 in Wesel; † 5. Juli 1993 in Frankfurt am Main) war ein deutscher Kommunalpolitiker und Unternehmer.

## Leben
Theodor Johann Gessel schrieb sich im Jahr 1918 nach seinem Kriegsabitur am Konrad-Duden-Gymnasium Wesel in Betriebswirtschaftslehre ein und promovierte an der Universität Köln zum Diplom-Kaufmann. 1929 zog er von Köln nach Frankfurt am Main, wo er bei der Firma J. S. Fries & Sohn Beschäftigung fand. Bereits ein Jahr später war er dort gleichberechtigter Gesellschafter und damit Teilinhaber des Unternehmens, das weltweit im Maschinenbau tätig war.
Er engagierte sich in katholischen Organisationen und in der Kommunalpolitik, wurde Mitglied der Zentrumspartei und kam in den Vorstand des Industrie- und Handelsbeirates der Partei.
Im März 1933 kandidierte er ohne Erfolg auf der Liste der Zentrumsfraktion für das Frankfurter Stadtparlament, wurde aber im April als Nachfolger für den Abgeordneten Severin Nelles nominiert.
In der Annahme, gegen den Nationalsozialismus Widerstand leisten zu können, trat er im April 1933 dem Stahlhelmbund bei. Mit dem zum Jahresbeginn 1934 in Kraft getretenen  Gemeindeverfassungsgesetz wurde eine Berufung in den Stadtrat oder seine Ausschüsse unmöglich, wenn der Abgeordnete nicht der NSDAP, SA oder SS angehörte. So verlor Gessel seine Ämter auch in den städtischen Energiegesellschaften. 1936 endete aus denselben Gründen seine Amtszeit als Beisitzer beim Amtsgericht Frankfurt am Main.
Gessel war zwar Mitglied in der Nationalsozialistischen Volkswohlfahrt, der Deutschen Arbeitsfront und der SA-Reiterstandarte, fand aber wegen seiner politischen Unzuverlässigkeit keine Aufnahme in die NSDAP. Im Jahr 1937 schied er aus der Reiterstandarte der SA aus. Er musste Kriegsdienst am Westwall leisten, bekannte sich offen als Kriegsgegner. Nach einjährigem Kriegseinsatz kam er in seine Firma zurück und setzte seine erfolgreiche Arbeit fort. In der Nazi-Zeit konnte die Firma ihre Umsätze erheblich steigern. Dies war maßgeblich auf den Einsatz von Kriegsgefangenen und Zwangsarbeitern zurückzuführen. Im Verfahren über die Entnazifizierung wurde er 1948 von der Spruchkammer als „nicht belastet“ eingestuft.

## Familie
Gessel war mit der gebürtigen Kölnerin Lucie Sauvageot (1905–1987) verheiratet, die aus Kempen stammte, wo deren Onkel Fritz Sauvageot (1871–1965) Bürgermeister war. Aus dieser Ehe ging neben zwei weiteren Kindern die Informationswissenschaftlerin Ingetraut Dahlberg, geb. Gessel hervor.